# Marat Ganiejew
Marat Saidowicz Ganiejew (ros. Марат Саидович Ганеев, ur. 6 grudnia 1964 w mieście Nabierieżnyje Czełny) – rosyjski kolarz torowy i szosowy reprezentujący również ZSRR, brązowy medalista olimpijski oraz dwukrotny medalista torowych mistrzostw świata.

## Kariera
Pierwszy sukces w karierze Marat Ganiejew osiągnął w 1981 roku, kiedy zdobył złoty medal w drużynowym wyścigu na dochodzenie i srebrny indywidualnie podczas mistrzostw świata juniorów. W tej samej kategorii wiekowej rok później ponownie był drugi w indywidualnym wyścigu na dochodzenie. W 1985 roku wystartował na mistrzostwach świata w Bassano, gdzie razem z Wiaczesławem Jekimowem, Aleksandrem Krasnowem i Wasilijem Szpundowem wywalczył brązowy medal w drużynowym wyścigu na dochodzenie. Na mistrzostwach świata w Wiedniu w 1987 roku zdobył złoty medal w wyścigu punktowym amatorów, bezpośrednio wyprzedzając Niemca Uwe Messerschmidta i Francuza Pascala Lino. W tej samej konkurencji zajął trzecie miejsce podczas igrzysk olimpijskich w Seulu w 1988 roku. W wyścigu tym wyprzedzili go jedynie Duńczyk Dan Frost i Holender Leo Peelen. Startował także w wyścigach szosowych, jego największym sukcesem był zwycięstwo w klasyfikacji generalnej wyścigu Dookoła Maroka w 1985 roku. Ponadto dwukrotnie zdobywał medale mistrzostw kraju: w 1988 wygrał wyścig punktowy, a rok później zajął trzecie miejsce w drużynowym wyścigu na dochodzenie.